# Alan Bryant
Alan Bryant, född 28 mars 1955, är en zimbabwisk bågskytt. Han deltog vid olympiska sommarspelen 1988.